# Marco Parolo
Marco Parolo (25. leden 1985, Gallarate, Itálie) je bývalý italský fotbalový záložník.

## Kariéra

### Klubová

#### Mládežnická kariéra
Parolo hrál za ASCD Torino Club v letech 1996 až 1998 a GS Soccer Boys v letech 1998 až 2001. Parolo skončil jako poražený čtvrtfinalista Primavera Reserve League 2003 za klub Calcio Como. V playoff odehrál 2 zápasy jako náhradník za Giuseppe Greca a Davide Caremiho. V roce 2004 byla rezerva Como vyřazena rezervou Interu v osmifinále playoff při celkové prohře 0:6. Parolo byl v obou zápasech v základní jedenáctce.

#### Como
Parolo debutoval v Comu jako ofenzivní záložník v rozestavení 4-4-1-1 19. září 2004, v zápase, ve kterém si vstřelil vlastní gól. Navzdory vlastnímu gólu mu dal magazín La Gazzetta dello Sport při jeho debutu skóre 6,5/10, což bylo 3. nejvyšší skóre mezi jeho spoluhráči. V klubu zůstal po celou sezónu 2004/05 Serie C1 i přesto, že klub v prosinci 2004 vyhlásil bankrot. Parolo byl v základní jedenáctce Coma v sestupovém "play-outu", které prohrálo s Novarou 2:1. Como se na konci sezóny rozpadlo, protože nabídka na převzetí novým majitelem byla zamítnuta.

#### Chievo
Dne 30. srpna 2005 podepsal smlouvu s Chievem, ale byl okamžitě poslán do klubu Serie C1 Pistoiese za částku 10 000 eur. Parolo odehrál 52 ligových zápasů ve dvou sezónách.
V červnu 2007 Chievo koupilo zpět Parola za přibližně 15 000 eur. V srpnu 2007 byl Parolo poslán do jiného klubu Serie C1 Foligno za 500 eur. Parolo zaznamenal 25 startů a čtyři zápasy z lavičky za Foligno v Serii C1 2007/08. Dvakrát si také zahrál postupové play-off, kde v prvním kole prohrál s Cittadellou.
4. července 2008 se Parolo vrátil do Chieva za 50 000 eur. Okamžitě byl prodán "městským rivalům" Veroně v další dohodě o spoluvlastnictví za poplatek 250 €, spolu s Leonardem Moraccim (spoluvlastnictví za 250 €) a Domenicem Girardim (hostování). V červnu 2009 se Parolo a Moracci vrátili do Chieva.

#### Cesena
Parolo se připojil k Ceseně 10. července 2009 na dočasnou smlouvu. Znovu se zde připojil k bývalému hlavnímu trenérovi Foligna Pierpaolo Bisolimu, pod kterým Parolo předtím hrál během svého krátkého působení ve Folignu. Klub skončil na druhém místě v sezóně Serie B 2009/10 a vyhrál postup do Serie A pro sezónu 2010/11. V červnu 2010 Cesena uplatnila práva podepsat smlouvu o spoluvlastnictví hráče za poplatek 300 000 eur a Parolo podepsalo smlouvu až do roku 2013.
Parolo debutoval v Serii A 28. srpna 2010 při bezbrankové remíze s AS Řím.
Po dobré sezóně, ve které si Parolo vysloužil povolání do národního týmu, Cesena koupila zbývajících 50% práv od Chieva za 3 miliony eur a prodloužila s Parolem smlouvu do roku 2015.

#### Parma
Dne 7. července 2012 Parolo odešel do klubu Serie A Parma na hostování za 1 milion eur. V rámci dohody měli opci na koupi hráče následující léto. Gonçalo Brandão navíc v rámci dočasné dohody odešel na hostování do Ceseny a Parma poslala Ceseně 1,8 milionu eur na Brandãovu mzdu. Po půjčce Brandãa následoval také Andrea Rossi, který také hostoval v Ceseně za částku 1,2 milionu eur. V sezóně 2012/13 odehrál 36 zápasů v Serii A, vynechal pouze dva zápasy kvůli suspendaci. V roce 2012 mu klub předal dres s číslem 16.
Dne 1. července 2013 Parma uplatnila práva na podpis Parola a zaplatila Ceseně 1 milion eur. V sezóně 2013/14 skončila Parma na 6. místě, což jí zajistilo místo v Evropské lize UEFA 2014/15. Parma však nezískala licenci UEFA od FIGC a žádost byla zamítnuta kvůli dani po splatnosti. Místo tak obsadil 7. Turín, který byl držitelem licence UEFA. Parolo za ně během sezóny 2013/14 odehrál 36 zápasů, opět chyběl dvakrát kvůli suspendaci.

#### Lazio
Dne 30. června 2014 Claudio Lotito, předseda klubu Serie A SS Lazio, oznámil podpis Marca Parola. Přestupová částka byla později odhadnuta na 4,5 milionu eur.
Dne 19. října 2017 Lazio oznámilo, že Parolo podepsalo novou smlouvu do června 2020. 5. února 2017 vstřelil Parolo čtyři góly při vítězství 6:2 nad Pescarou.
Stal se základní součástí základní jedenáctky Lazia, obvykle hrál celé zápasy a kvůli své vysoké důležitosti odpočíval jen velmi málo. Hrál na pozici záložníka, kde často skóroval častými náběhy přes obranu soupeře. Dne 8. listopadu 2018 vstřelil Parolo úvodní gól čtvrtého zápasu skupinové fáze Evropské ligy a pomohl svému týmu kvalifikovat se do vyřazovací fáze.

### Reprezentační
Parolo obdržel své první povolání do národního týmu 20. března 2011 na přátelský zápas a kvalifikaci na Euro 2012. Následně byl vybrán Cesarem Prandellim jako součást jeho 23členného týmu pro Mistrovství světa ve fotbale 2014 a na šampionátu debutoval jako náhradník v prvním zápase proti Anglii.
Dne 31. května 2016 byl jmenován do 23členného italského týmu Antonia Conteho pro Euro 2016.

## Přestupy
- z Verona do Chievo zadarmo (v červenci 2009)
- z Chievo do Cesena za 3 000 000 Euro (v srpnu 2009)
- z Cesena do Parma za 1 000 000 Euro (hostování)
- z Cesena do Parma za 3 000 000 Euro
- z Parma do Lazio za 4 500 000 Euro

## Statistika

### Klubová
| Sezóna              | Klub                | Liga                 | Liga   | Liga | Ligové poháry | Ligové poháry | Ligové poháry | Kontinentální poháry | Kontinentální poháry | Kontinentální poháry | Celkem | Celkem |
| Sezóna              | Klub                | Soutěž               | Zápasy | Góly | Soutěž        | Zápasy        | Góly          | Soutěž               | Zápasy               | Góly                 | Zápasy | Góly   |
| ------------------- | ------------------- | -------------------- | ------ | ---- | ------------- | ------------- | ------------- | -------------------- | -------------------- | -------------------- | ------ | ------ |
| 2004/05             | Como                | Serie C1             | 31+2   | 3    | IP            | 3             | 0             | -                    | 0                    | 0                    | 36     | 3      |
| 2005/06             | Pistoiese           | Serie C1             | 24     | 1    | -             | 0             | 0             | -                    | 0                    | 0                    | 24     | 1      |
| 2006/07             | Pistoiese           | Serie C1             | 28     | 2    | -             | 0             | 0             | -                    | 0                    | 0                    | 28     | 2      |
| Celkem za Pistoiese | Celkem za Pistoiese | Celkem za Pistoiese  | 52     | 3    | -             | 0             | 0             | -                    | 0                    | 0                    | 52     | 3      |
| 2007/08             | Foligno             | Serie C1             | 29+2   | 3    | IP            | 0             | 0             | -                    | 0                    | 0                    | 31     | 3      |
| 2008/09             | Verona              | Lega Pro 1 Divisione | 32     | 4    | IP            | 0             | 0             | -                    | 0                    | 0                    | 32     | 4      |
| 2009/10             | Cesena              | Serie B              | 36     | 5    | IP            | 0             | 0             | -                    | 0                    | 0                    | 36     | 5      |
| 2010/11             | Cesena              | Serie A              | 37     | 5    | IP            | 1             | 0             | -                    | 0                    | 0                    | 38     | 5      |
| 2011/12             | Cesena              | Serie A              | 31     | 1    | IP            | 3             | 0             | -                    | 0                    | 0                    | 34     | 1      |
| Celkem za Cesenu    | Celkem za Cesenu    | Celkem za Cesenu     | 104    | 11   | -             | 4             | 0             | -                    | 0                    | 0                    | 108    | 11     |
| 2012/13             | Parma               | Serie A              | 36     | 3    | IP            | 1             | 0             | -                    | 0                    | 0                    | 37     | 3      |
| 2013/14             | Parma               | Serie A              | 36     | 8    | IP            | 2             | 0             | -                    | 0                    | 0                    | 38     | 8      |
| Celkem za Parmu     | Celkem za Parmu     | Celkem za Parmu      | 72     | 11   | -             | 3             | 0             | -                    | 0                    | 0                    | 75     | 11     |
| 2014/15             | Lazio               | Serie A              | 34     | 10   | IP            | 6             | 1             | -                    | 0                    | 0                    | 40     | 11     |
| 2015/16             | Lazio               | Serie A              | 31     | 3    | IP+IS         | 0+0           | 0             | LM+EL                | 2+7                  | 0+3                  | 40     | 6      |
| 2016/17             | Lazio               | Serie A              | 34     | 5    | IP            | 4             | 0             | -                    | 0                    | 0                    | 38     | 5      |
| 2017/18             | Lazio               | Serie A              | 31     | 4    | IP+IS         | 3+1           | 0             | EL                   | 8                    | 2                    | 43     | 6      |
| 2018/19             | Lazio               | Serie A              | 34     | 4    | IP            | 4             | 0             | EL                   | 4                    | 2                    | 42     | 6      |
| 2019/20             | Lazio               | Serie A              | 29     | 1    | IP+IS         | 2+1           | 1+0           | EL                   | 5                    | 0                    | 37     | 2      |
| 2020/21             | Lazio               | Serie A              | 18     | 0    | IP            | 2             | 1             | LM                   | 5                    | 2                    | 25     | 3      |
| Celkem za Lazio     | Celkem za Lazio     | Celkem za Lazio      | 211    | 27   | -             | 23            | 3             | -                    | 31                   | 9                    | 265    | 39     |
| Celkově             | Celkově             | Celkově              | 535    | 62   | -             | 33            | 3             | -                    | 31                   | 9                    | 599    | 74     |

### Reprezentační

#### Statistika na velkých turnajích
| Reprezentace | Rok     | Zápasy               | Zápasy | Zápasy    | Zápasy           | Zápasy           | Zápasy            |
| Reprezentace | Rok     | Fáze turnaje         | Datum  | Soupeř    | Odehraných minut | Vstřelené branky | Výsledek          |
| ------------ | ------- | -------------------- | ------ | --------- | ---------------- | ---------------- | ----------------- |
| Itálie       | MS 2014 | 1 zápas ve skupině D | 15. 6. | Anglie    | 11               | 0                | 2:1               |
| Itálie       | MS 2014 | 3 zápas ve skupině D | 24. 6. | Uruguay   | 45               | 0                | 0:1               |
| Itálie       | ME 2016 | 1 zápas ve skupině   | 13. 6. | Belgie    | 90               | 0                | 2:0               |
| Itálie       | ME 2016 | 2 zápas ve skupině   | 17. 6. | Švédsko   | 90               | 0                | 1:0               |
| Itálie       | ME 2016 | Osmifinále           | 27. 6. | Španělsko | 90               | 0                | 2:0               |
| Itálie       | ME 2016 | Čtvrtfinále          | 2. 7.  | Německo   | 120              | 0                | 1:1 (6:5 na pen.) |

## Úspěchy

### Klubové
- vítěz italského poháru (1x)

Lazio: 2018/19
- vítěz italského superpoháru (2x)

Lazio: 2017, 2019

### Reprezentační
- 1× na MS (2014)
- 1× na ME (2016)